# Voorschoten
Voorschoten este o comună și o localitate în provincia Olanda de Sud, Țările de Jos. Localitatea este situată între Haga și Leiden.